# 卡塞雷尼奥体育中心俱乐部
卡塞雷尼奥体育中心俱乐部（西班牙語：Club Polideportivo Cacereño），西班牙卡塞雷斯的足球俱乐部，成立于1919年。现在参加西班牙皇家足協乙組聯賽。